# Syndicat national unitaire des instituteurs, professeurs des écoles et PEGC
Le Syndicat national unitaire des instituteurs, professeurs des écoles et PEGC (SNUIPP), également appelé FSU-SNUipp avec la mention de son affiliation à la Fédération syndicale unitaire, est un syndicat des enseignants du premier degré français. Il est le syndicat majoritaire dans cette profession.

## Historique
Le SNUIPP-FSU est de création récente à l'échelle du syndicalisme enseignant. Après sa fondation en 1992 à Saint-Denis, le SNUipp tient son premier congrès en juin 1993 à Aubagne, où les militants de l'ancienne tendance « Unité et action » exclus de la FEN adoptent une ligne de revendications maximalistes (décharges renforcées pour les directions d'écoles, scolarité obligatoire à deux ans...).
Elle est liée à la crise de la Fédération de l'Éducation nationale qui part de l'exclusion de la minorité unitaire du Syndicat national des instituteurs aboutit à la création de la FSU.
À la suite de la montée en puissance des courants minoritaires à l'intérieur de la FEN, la direction du SNI-PEGC envisage de priver ces courants de la tribune que constitue la direction des syndicats enseignants du second degré, dans lesquels ils sont majoritaires. Elle décide donc d'imposer une fusion au Syndicat national des enseignements de second degré (SNES) et au Syndicat national de l'éducation physique (SNEP), et, face au refus de ces deux syndicats, obtient leur exclusion de la FEN. Dans la foulée, le SNI-PEGC élargit son champ de syndicalisation et se transforme en Syndicat des enseignants, en élargissant son recrutement au second degré.
Cette opération entraîne une forte opposition cependant en son sein. Elle est notamment menée par les militants des courants Unité et action (majoritaire dans le SNES et le SNEP) et École émancipée, qui sont majoritaires dans une trentaine de sections départementales du SNI-PEGC.
Ces militants, après avoir tenté de sauvegarder l'unité syndicale, finissent par quitter la FEN et de créer un nouveau syndicat du premier degré, qui participera à la création d'une nouvelle fédération, la Fédération syndicale unitaire (FSU).
Le SNUIPP-FSU naît dans ces conditions, bénéficiant dans certains départements de l'expérience d'équipes constituées et majoritaires depuis des années, ailleurs uniquement de la bonne volonté de quelques militants. Il se constitue sur de nouveaux principes : le pluralisme des avis font l'objet de synthèses pour des mandats partagés et portés par le plus grand nombre. Il se donne pour mission d'informer, de revendiquer, d'agir, de favoriser l’unité d’action au sein de l’Éducation nationale, mais aussi plus largement avec toutes les autres confédérations.
La première direction nationale est constituée par un trio : Daniel Le Bret est secrétaire général, aux côtés de Nicole Geneix, issus du courant de pensée Unité et action et Danièle Czalczynski, du courant École émancipée.
Parti de peu, le SNUIPP-FSU devient dès les élections professionnelles de décembre 1996 le premier syndicat de son secteur. Syndicat récent, ses propositions sont plus innovantes que dans d'autres syndicats de la FSU : le SNUIpp ne fait pas de l'instituteur unique maître dans sa classe un dogme mais défend « le travail en équipe » avec des maîtres ayant chacun « des dominantes différentes », ce qui est inconcevable pour le SNES ou le SNETAA. En décembre 1999, le SNUipp progresse encore, passant de 39,36 à 42,75 %, alors qu'il est en conflit avec le ministre Claude Allègre.
En nombre de syndiqués le deuxième syndicat derrière le SNES au sein de la FSU. De 35 000 adhérents en 1992-1993, il est passé à 54 000 en 2000/01. Il est ensuite redescendu autour de 51 000 adhérents actifs et retraités. Aux élections de 2008, il a recueilli 47,44 % des voix (+2 % par rapport à 2005). En 2011, il a obtenu 48,11 % des voix et 6 sièges sur 10 à la commission paritaire nationale. En 2014, il a obtenu 44, 28 % des voix et 6 sièges.
Quand le gouvernement de Jean-Marc Ayrault modifie les rythmes scolaires pour adopter dès 2013 une semaine de 4 jours et demi, le SNUipp fait campagne pour le retour à une semaine de 4 jours, considérant comme un acquis la fin des cours du samedi matin adopté en 2008 par Xavier Darcos et le gouvernement de François Fillon,.
Lors des élections professionnelles de décembre 2022, le SNUipp-FSU a confirmé sa première place, arrivant en tête dans 80 départements avec plus de 70 000 voix. Avec 34% des voix, sa fédération, la FSU obtient 6 sièges au Comité social d’administration, confirmant ainsi sa première place dans l’éducation nationale.
Dans la foulée des élections professionnelles, le syndicat change de nom pour devenir la FSU-SNUipp afin de mettre plus en avant sa fédération.

## Structure et fonctionnement

### Direction nationale
L’actuelle équipe nationale, élue lors du Congrès de Mulhouse de juin 2022, est composée d’un secrétariat national de 20 personnes dont est issu un secrétariat général de 3 co-secrétaires généraux : Guislaine David (porte-parole), Nicolas Wallet et Blandine Turki.
L'organe de direction est le conseil national, qui rassemble les sections départementales, qui constituent l'essentiel des forces militantes dans un secteur où la dimension départementale est très forte.
Tous les trois ans, un congrès national est convoqué, qui détermine les grandes orientations et les mandats du syndicat. Celles-ci portent sur la défense du personnel, mais aussi sur une vision de l'école.
La réflexion pédagogique se mène tous les ans lors de l'Université d’automne du syndicat avec de nombreux chercheurs et chercheuses. Régulièrement, des colloques et des webinaires sont organisés sur un thème (rythmes scolaires, difficultés scolaires, l'école maternelle…).

### Sections départementales
Les sections départementales assurent l'essentiel de l'activité syndicale du SNUIPP-FSU. Elles sont dirigées par un Conseil syndical, élu directement par les syndiqués, qui désigne les équipes militantes, le pluralisme y est respecté.

### Publications
Le SNUIPP-FSU dispose d'un journal, Fenêtres sur cours, envoyé à tous les syndiqués ainsi que dans toutes les écoles. Des suppléments au Fenêtres sur cours sont publiés sur des thèmes précis.
Il publie des SNU infos en direction des personnels spécialisés et des enseignants formateurs.
Pour les PEGC, professeurs de collège, il édite Les PEGC, le collège.